# 1986 год в истории железнодорожного транспорта
1986 год в истории железнодорожного транспорта

## События
- В Японии прекращён выпуск электропоездов серии Shinkansen 0.
- В СССР на Московской железной дороге закончились испытания комплексной системы автоматизированного управления движением поездов на участке Москва — Загорск.[1]
- В Великобритании произошла целая серия аварий, включая столкновение поездов. Погибло 11, ранено 123 человека[2].
- 8 февраля — столкновение грузового и пассажирского поездов под Хинтоном (Канада). 23 погибших и 71 раненый.
- 20 февраля по Целинной железной дороге (Казахская ССР) был проведён рекордный состав-тяжеловес. Его длина составляла 400 вагонов (6 км 450 м), а вес — 43 467 тонны[3].
- 6 ноября — крушение на станции Користовка.
- 21 ноября — начала работать Florida Central Railroad.